# مارسيلو لوسيرو
مارسيلو لوسيرو (بالإسبانية: Marcelo Lucero)‏ هو لاعب كرة قدم ومدرب كرة قدم تشيلي في مركز الوسط، ولد في 10 فبراير 1980 في San Vicente de Tagua Tagua ‏ في تشيلي. لعب مع ديبورتيس نافال.

## وصلات خارجية
- مارسيلو لوسيرو على موقع قاعدة بيانات كرة القدم.إي يو (الإنجليزية)
- مارسيلو لوسيرو على موقع Soccerway.com (الإنجليزية)